# Parafia św. Antoniego Padewskiego w Sieteszy
Parafia św. Antoniego Padewskiego w Sieteszy − parafia rzymskokatolicka, znajdująca się w archidiecezji przemyskiej, w dekanacie Kańczuga. 

## Historia
Parafia w Sieteszy została utworzona przed 1391 rokiem. Pierwszy kościół drewniany pw. św. Antoniego Opata i Antoniego z Padwy, został wybudowany najprawdopodobniej w miejscu kapliczki św. Antoniego. Najwcześniejszym wzmiankowanym proboszczem w 1450 roku był ks. Mikołaj. W 1624 podczas najazdu Tatarów został spalony kościół i zamordowany proboszcz. Parafia została uposażona przez Pileckich z Łańcuta. Około 1605 roku z fundacji księżnej Anny Ostrogskiej z Jarosławia, właścicielki klucza kańczudzkiego, został zbudowany murowany kościół pw. św. Mikołaja.
W latach 1906–1910 został zbudowany obecny kościół murowany w stylu neogotyckim, według projektu arch. Michała Kowalczuka, w miejscu poprzedniego kościoła. 26 czerwca 1910 roku odbyła się konsekracja kościoła pw. św. Antoniego z Padwy i św. Mikołaja, której dokonał bp Karol Fischer.
W 1959 roku miejscowy artysta Zygmunt Wiglusz zaprojektował i wykonał polichromię kościoła, a w 2005 roku, pod jego nadzorem kościół został przemalowany.
Na cmentarzu parafialnym wznosi się kaplica rodowa Łastowieckich z kryptami, w których zachowały się doczesne szczątki rodziny.
Proboszczowie parafii
ks. Klemens Schorell (1798–1814)
ks. Wawrzyniec Świtalski (1813–1819)
ks. Ludwik Nadolski (1820–1822)
ks. Walenty Włoszyński (1822–1825)
ks. Ignacy Saynok (1825–1839)
ks. Józef Zieleniecki (1839)
ks. Piotr Hajduk (1839–1841)
ks. Józef Górecki (1841–1893)
ks. Leopold Mazurek (1894–1923)
ks. Franciszek Garbacik (1927–1966).
ks. Stanisław Król (1966–1971)
ks. Zbigniew Szeliga (1971–1974)
ks. Franciszek Siry (1974–1994).
ks. Kazimierz Rojek (1994–2000)
ks. Kazimierz Szałaj (2000–2002)
ks. Jacek Rawski (2002–2006)
ks. Grzegorz Garbacz (2006–2020)
ks. Kazimierz Kawa (od 2021)

## Zasięg parafii
Do parafii należy 1 945 wiernych z miejscowości: Sietesz, Chodakówka i Lipnik.

## Kapliczka przy cudownym źródełku
Na polach od strony Kańczugi wzniesiono w latach 60. XX w. z fundacji Heleny Achramowicz z d. Duda z Chicago, kapliczkę pw. św. Antoniego. Kapliczka dziś zwana jest przy źródełku, z którego tryskająca woda od wielu lat uznawana jest za cudowną i nadal przypomina o Bożej wszechmocy, która potrzebuje ludzkiej wiary i modlitwy. Nadal zgłaszają się wierni, którzy doświadczyli cudów i wielu łask. W każdy pierwszy wtorek miesięcy letnich odbywa się tam uroczysta nowenna do św. Antoniego oraz Msza święta z kazaniem.